# The City (chanson de Madeon)
Pour les articles homonymes, voir The City.
Singles de Madeon
Finale
(2012)
The City est une chanson produite par le DJ français Madeon avec la participation vocale de Zak Waters et Cass Lowe. Cette chanson est sortie le 27 août 2012. C'est le premier succès international du DJ qui a fait parler de lui aux États-Unis grâce à cette chanson classée 20e dans les Charts Dance du même pays. Un EP de la chanson et un remix à part du groupe The M Machine ont été postés respectivement le 8 octobre 2012 et le 18 décembre 2012.

## Clip vidéo
Un clip vidéo a été posté le 18 septembre pour accompagner la sortie du single en 2012.

## Liste des pistes
| 1. | The City | 3:53 |

| 1. | The City                       | 3:53 |
| 2. | The City (Extended Mix)        | 4:30 |
| 3. | Finale (Netsky Remix)          | 4:55 |
| 4. | Icarus (Live Version)          | 5:09 |
| 5. | Icarus (Fred V & Grafix Remix) | 5:10 |

## Classement hebdomadaire
| Classement (2012-2013)            | Meilleure position |
| --------------------------------- | ------------------ |
| Belgique (Flandre Ultratip 100)   | 24                 |
| Belgique (Wallonie Ultratip 50)   | 21                 |
| États-Unis (Hot Dance Club Songs) | 20                 |
| France (SNEP)                     | 183                |
| Hongrie (Rádiós Top 40)           | 13                 |
| Royaume-Uni (UK Singles Chart)    | 74                 |

## Historique de sortie
| Région      | Date           | Format                 | Label     |
| ----------- | -------------- | ---------------------- | --------- |
| États-Unis  | 27 août 2012   | Téléchargement digital | Popcultur |
| Royaume-Uni | 8 octobre 2012 | Téléchargement digital | Popcultur |